# 781
| [ Edytuj tabelę ]          |                                                   |
| Król Asturii               | - 774 Silo 783                                    |
| Cesarz Bizancjum           | - 780 Konstantyn VI 797                           |
| Chan Bułgarii              | - 777 Kardam 803                                  |
| Cesarz Chin                | - 780 Tang Dezong 805                             |
| Król Essexu                | - 758 Sigeric 798                                 |
| Król Franków               | - 768 Karol Wielki 814 - 781 Ludwik I Pobożny 814 |
| Cesarz Japonii             | - 770 Kōnin 781 - 781 Kammu 806                   |
| Kalif                      | - 775 Al-Mahdi 785                                |
| Patriarcha Konstantynopola | - 780 Paweł IV 784                                |
| Król Mercji                | - 757 Offa 796                                    |
| Król Nortumbrii            | - 779 Elfwald I 788                               |
| Papież                     | - 772 Hadrian I 795                               |
| Doża Wenecji               | - 764 Maurizio Galbaio 787                        |
| Król Wessexu               | - 757 Cynewulf 786                                |

Rok 781 / DCCLXXXI
stulecia: VII wiek ~
VIII wiek ~
IX wiek

lata: 771 «
776 «
777 «
778 «
779 «
780 «
781
» 782
» 783
» 784
» 785
» 786
» 791

## Zmarli
- Alkmund z Hexham, biskup.
- Maudramnus z Korbei, mnich benedyktyński.